# Polystichum peishanii
Polystichum peishanii är en träjonväxtart som beskrevs av L.B.Zhang och H.He. Polystichum peishanii ingår i släktet Polystichum och familjen Dryopteridaceae. Inga underarter finns listade.